# Инкхундла
Инкхундла (Swazi: [iŋkʰunɮʱa]; множина: tinkhundla) је административни облик самоуправе у Есватинију, мањи од округа, али већи од умпхакатсија („племенских територија“).
Есватини је подељен на 55 инкхундли:
- 14 у округу Хохо
- 11 у округу Лубомбо
- 16 у округу Манзини и
- 14 у округу Шиселвени;

Према Уставу Есватинија, власт је демократска, партиципативна, заснована на систему инкхундли, што представља децентрализацију власти тј. преношење државне власти од стране централне владе на инкхундла подручја. Индивидуалне заслуге појединца у инкхундли су основа за избор или именовање на јавне функције. Систем је нестраначки, јер Устав Есватинија не дозвољава политичке партије, иако члан 25 Устава омогућава слободу окупљања и удруживања. Свака инхундла бира једног представника у Народној скупштини Есватинија, доњег дома дводомног парламента (Libandla).